# Hamid Hassani
Hamid Hasani (persiska: حمید حَسَنی), född 23 november 1968 i Saqqez i Kurdistan, är en iransk filolog som arbetar med persisk lexikografi, ordboksutveckling och korpuslingvistik. Han är också expert på persisk, arabisk och kurdisk prosodi.
Han har publicerat 7 böcker, fler än 120 artiklar och föreläsningar. Hasani har också publicerat några verk i persisk lexikografi och frekvensjämförelseordböcker.